# Al Fateh SC
Al Fateh Sports Club je saúdskoarabský fotbalový klub z Al-Hasy. Klub byl založen roku 1958. Domácím stadionem klubu je Prince Abdullah bin Jalawi Stadium s kapacitou 20 000 diváků.